# Dendronephthya studeri
Dendronephthya studeri is een zachte koraalsoort uit de familie Nephtheidae. De koraalsoort komt uit het geslacht Dendronephthya. Dendronephthya studeri werd in 1884 voor het eerst wetenschappelijk beschreven door Ridley. 